# Шпаківський Володимир Олександрович
Володи́мир Олекса́ндрович Шпакі́вський (10 лютого 1949) — український промисловець, лауреат Державної премії України в галузі науки і техніки (2008).

## З життєпису
У 2001 — голова наглядової ради Артемівського заводу з обробки кольорових металів (нині м. Бахмут). Очолюючи підприємство, працював над створенням унікального комплексу вогневого рафінування — печі «Проперці» (Properzy). У 2001 запустив проєкт «Створення дільниці рафінування міді та відливки пласких і круглих зливків». Цей проєкт на основі іспанського досвіду став унікальним для кольорової металургії України. Піч була урочисто запущена 22 березня 2002 в присутності Президента України Леоніда Кучми, голови ОДА Віктора Януковича, народного депутата Андрія Клюєва та президента НАНУ Бориса Патона. Маючи об'єм 120 тонн, ця піч стала найбільшою на той час у світі в своїй категорії, а нова технологія дозволила підприємству підвищити конкурентоспроможність на ринку СНД.
Станом на 2008 рік — заступник голови правління відкритого акціонерного товариства «Артемівський завод з обробки кольорових металів», який належав братам Клюєвим. У 2010 році - директор цього заводу. 
Лауреат Державної премії України в галузі науки і техніки (2008) — за розробку та впровадження нових способів і технологій фізико-хімічної обробки, розливання міді та її сплавів, одержаних з відходів, і виготовлення з них деформованих профілів та напівфабрикатів; співавтори Дубодєлов Віктор Іванович, Іванченко Василь Якович, Кваченюк Микола Євгенович, Кожанов Володимир Андрійович, Нарівський Анатолій Васильович, Савєнков Юрій Дмитрович, Шинкаренко Павло Семенович.
Заслужений працівник промисловості України з серпня 2010 року.